# Szkliwo wulkaniczne
Szkliwo wulkaniczne (szkliwo lawowe) – zakrzepła, bezpostaciowa lawa zasobna w krzemionkę oraz związki alkaliczne, powstała w wyniku szybkiego stygnięcia, uniemożliwiającego krystalizację minerałów.
Stanowi składnik skał wylewnych lub tworzy samodzielnie własne skały, dla których, ze względu na ich specyficzny wygląd i własności, przyjęto różne nazwy: obsydian, perlit, pumeks.